# Arena Indira Gandhi
A Arena Indira Gandhi é uma arena esportiva localizada na cidade de Délhi, na Índia.É a maior arena multiuso coberta na Índia e a segunda maior da Ásia e do mundo. Construída pelo Governo da Índia em 1982 como a principal obra para os Jogos Asiáticos,juntamente com o Jawaharlal Nehru Stadium. Desde a sua construção, a Arena sediou uma enormidade de eventos esportivos. A arena possui capacidade para 25.000 pessoas e seu nome é uma homenagem ao ex- primeira ministra da Índia, Indira Gandhi.
Desde a sua criação, a arena tem sido constantemente reformada. Equipada com paredes com isolamento acústico, sistemas de iluminação e sistema de áudio, a arena está passando por mais uma reforma para sediar os eventos do ciclismo,da ginástica e das lutas nos Jogos da Commonwealth de 2010.